# Geräusch (Jagd)
Das Geräusch ist ein Teil des Gescheides und steht in der Jägersprache für Lunge, Herz, Leber und Nieren des Schalenwildes, sowie des zum Hochwild zählenden Federwildes. Das Geräusch ist Teil des Aufbruchs, also aller Innereien des Wildes. Das Geräusch steht als sogenanntes kleines Jägerrecht demjenigen zu, der das Wild aufbricht, also ausweidet.